# Oš (stad)
Oš (Kirgizisch: Ош, Russisch: Ош Osj ) is met haar 270.000 inwoners (op 1/1/2015) de op een na grootste stad (sjaar) van Kirgizië. Oš ligt in de over drie landen verdeelde Vallei van Fergana aan de Ak-Buura, dicht bij de grens met Oezbekistan. Er woont een omvangrijke Oezbeekse minderheid. Osj heeft een universiteit en een luchthaven. In de omgeving worden katoen en tabak verbouwd. Voor het uiteenvallen van de Sovjet-Unie werd de naam volgens de Russische spelling als Osj geschreven.
De stad is vermaard vanwege haar markt langs de rivier, een van de grootste in Centraal-Azië.
Oš is een van de oudste steden in Centraal-Azië en was een pleisterplaats aan een van de Zijderoutes. Voordat het tsaristische Rusland de stad in 1876 in bezit kreeg, behoorde Oš tot het kanaat van Kokand. De grens met Oezbekistan is pas sinds de Kirgizische onafhankelijkheid in 1991 een staatsgrens en heeft de stad afgesneden van een groot deel van haar achterland. Een jaar eerder vonden er in Oš ernstige etnische rellen plaats. In 2005 begon in Oš en in het nabijgelegen Dzjalal-Abad de opstand die leidde tot de val van het bewind van Askar Akajev. In juni 2010 was de stad wederom het toneel van etnisch geweld.
Nabij de stad ligt de heilige berg Soelajman-Too, sinds 2009 een object op de Werelderfgoedlijst.

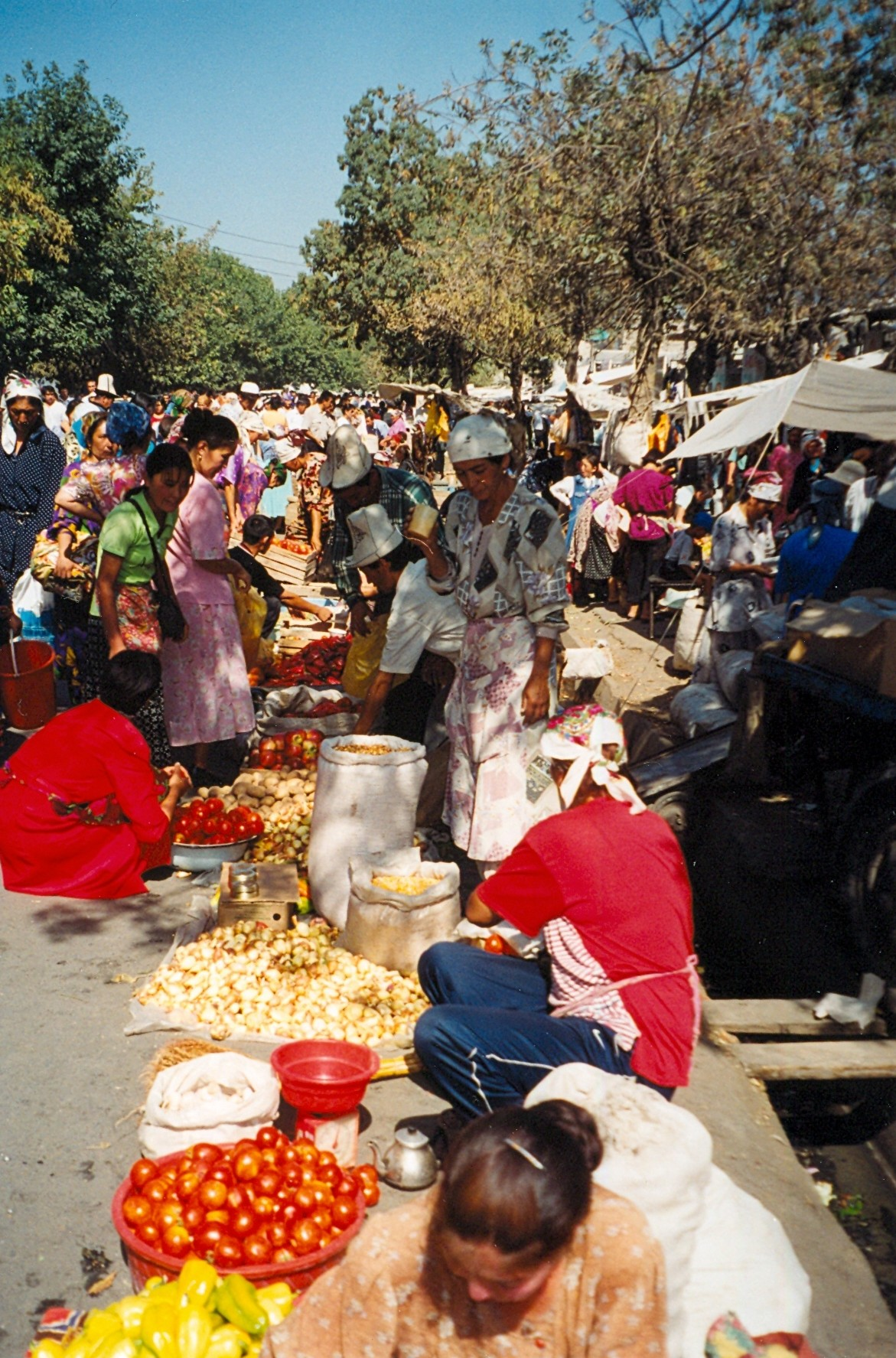
Zondagsmarkt

## Zustersteden
- Istanboel, Turkije
- Jeddah, Saoedi-Arabië
- Sint-Petersburg, Rusland

## Geboren
- Roza Otoenbajeva (1950), president van Kirgizië (2010-2011)
- Jamala (1983), Oekraïens zangeres